# Luty 2011

## 27 lutego
- w wieku 110 lat zmarł Frank Buckles – jeden z trzech ostatnich żyjących weteranów I wojnie światowej na świecie i ostatni amerykański weteran tej wojny. Daily Mail, Interia

## 22 lutego
- Co najmniej 65 osób zginęło wskutek trzęsienia ziemi o sile 6,3 stopni Richtera w rejonie miasta Christchurch na Nowej Zelandii. (BBC News)

## 21 lutego
- Zmarł Jerzy Nowosielski, polski malarz. (wp.pl)
- Co najmniej 60 osób zginęło w czasie tłumienia demonstracji w Libii. (gazeta.pl)

## 15 lutego
- Zmarła Karin Stanek, polska piosenkarka, była wokalistka zespołu Czerwono-Czarni (gazeta.pl)
- Początek masowych protestów i rewolucji w Libii.

## 14 lutego
- Premier Autonomii Palestyńskiej Salam Fajjad podał swój rząd do dymisji i podjął się konstrukcji nowego gabinetu. (Bloomberg)

## 13 lutego
- Męska reprezentacja Niemiec pokonała Polskę, a kobieca Holandię w finałach halowych mistrzostw świata w hokeju na trawie. (prohokej.pl)
- Po raz 64. przyznano nagrody Brytyjskiej Akademii Sztuk Filmowych i Telewizyjnych (BAFTA). Najwięcej nagród (7) zdobył uznany za najlepszy film obraz Jak zostać królem.
- W Los Angeles po raz 53. przyznano nagrody amerykańskiego przemysłu muzycznego – Grammy. Statuetki za nagranie i piosenkę roku zdobył zespół country Lady Antebellum, a za płytę roku grupa Arcade Fire.
- W Vikersund Adam Małysz pobił rekord Polski w długości skoku, skacząc na odległość 230,5 m i zajmując przy tym 3 miejsce.

## 11 lutego
- Prezydent Egiptu Husni Mubarak ustąpił osiemnastego dnia protestów, przekazując pełnię władzy radzie wojskowej na czele z Mohamedem Husseinem Tantawim (Gazeta Wyborcza)

## 10 lutego
- W Rzymie zmarł Józef Życiński, polski filozof i teolog, arcybiskup metropolita lubelski. (gazeta.pl)
- W wyniku zamachu samobójczego na bazę szkoleniową pakistańskiej armii w mieście Mardan zginęło co najmniej 31 osób. Zamachowiec był przypuszczalnie w wieku 10-12 lat, do zamachu przyznali się Talibowie. (BBC News)

## 6 lutego
- Tysiące mieszkańców australijskiego stanu Wiktoria zostało ewakuowanych z powodu powodzi (news.com.au)
- W Sydney odnotowano najwyższą w historii temperaturę w nocy (smh.com.au)
- Robert Kubica doznał wypadku we Włoszech (rp.pl)
- artysta muzyk dyrygent prof zw. Ryszard Dudek zmarł w Warszawie, pochowany jest na Cmentarzu Wawrzyszewskim

## 5 lutego
- Benedykt XVI wyświęcił pięciu nowych biskupów (google.com)

## 4 lutego
- Thein Sein objął stanowisko prezydenta Mjanmy. (BBC News)
- Prezydent Kazachstanu Nursułtan Nazarbajew opowiedział się za przedterminowymi wyborami (gazeta.pl)

## 3 lutego
- Organizacja IANA przydzieliła regionalnym rejestrom internetowym (RIR) ostatnie wolne adresy IPv4. (BBC, CNN, Reuters)
- W 17 rundzie głosowania Jhala Nath Khanal został wybrany nowym premierem Nepalu po trwającym 7 miesięcy procesie wyborczym. (BBC News)

## 2 lutego
- Simone Moro, Denis Urubko i Cory Richards jako pierwsi zimą zdobyli szczyt Gaszerbrum II (wspinanie.pl)

## 1 lutego
- Na placu Majdan at-Tahrir w Kairze protestujący zorganizowali „Marsz Miliona”. (aljazeera.net)